# Bory Zielonogórskie
Bory Zielonogórskie – kompleks leśny graniczący z północy poprzez Odrę z Puszczą Lubuską, a na południu z Borami Dolnośląskimi. Bory Zielonogórskie zajmują obszar ponad 235 000 ha i są to w większości drzewostany sosnowe. Dochodzi tutaj do częstych masowych pojawów (tzw. gradacji) owadów liściożernych oraz wybuchów licznych pożarów.